# 桐野利秋
桐野 利秋（きりの としあき、天保9年12月2日（1839年1月16日） - 明治10年（1877年）9月24日）は、日本の武士（薩摩藩士）、陸軍軍人。諱は利秋、通称は半次郎、桐野に復姓後は信作（晋作、新作）。初め中村 半次郎（なかむら はんじろう）と称した。
桐野利秋の書と伝えられる掛け軸など複数に、「鴨溟（瞑）」という雅号が記されている。

## 経歴

### 出自・城下士
天保9年（1838年）12月2日、鹿児島郡鹿児島近在吉野村実方（現在の鹿児島県鹿児島市吉野町）で城下士の中村与右衛門（桐野兼秋）の第三子として生まれる。5人兄姉弟妹で、上から兄・与左衛門邦秋、姉（夭折）、半次郎利秋、弟・山ノ内半左衛門種国（山ノ内家の養子となる。西南戦争に従軍）、妹（島津斉彬に近侍していた伊東才蔵に嫁ぐ。伊東才蔵も西南戦争で戦死）の順。
別府晋介は母方の従弟。肝付兼行男爵とは姻戚関係にあり、兼行の実父・兼武は、利秋戦死後、残された家族を後見するとともに、伝記 を著した。
妻は帖佐小右衛門（鹿児島県鹿児島郡山之口馬場町士族）の次女、ヒサ。戸籍上、利秋には実子がなく、死後、明治11年にヒサが家督を相続し、明治18年に実弟の長男・山ノ内栄熊が養子入籍している。
家系は坂上苅田麻呂（坂上田村麻呂の父）に起こると称し、安土桃山時代、島津義久の家老・平田増宗を暗殺した押川強兵衛の道案内をした桐野九郎左衛門尉の末裔という。
10歳頃、広敷座の下僚であった父が徳之島に流罪に処せられ、家禄5石を召し上げられたのちは兄を助けていたが、18歳のときに兄の病没後は小作や開墾畑で家計を支えた。二才（にせ＝若者。15歳頃から24歳頃）時代に石見半兵衛に決闘を申し込まれ、それを論難して以来、石見が属する上之園方限（ほうぎり）の郷中の士と親交を結んだ。因みに、この郷中には、寺田屋騒動の鎮撫使となった奈良原繁や抵抗して死んだ弟子丸龍助など、精忠組の士が多くいた。半次郎がもっとも親しくしていたのは、弟子丸龍助だったという。

### 幕末

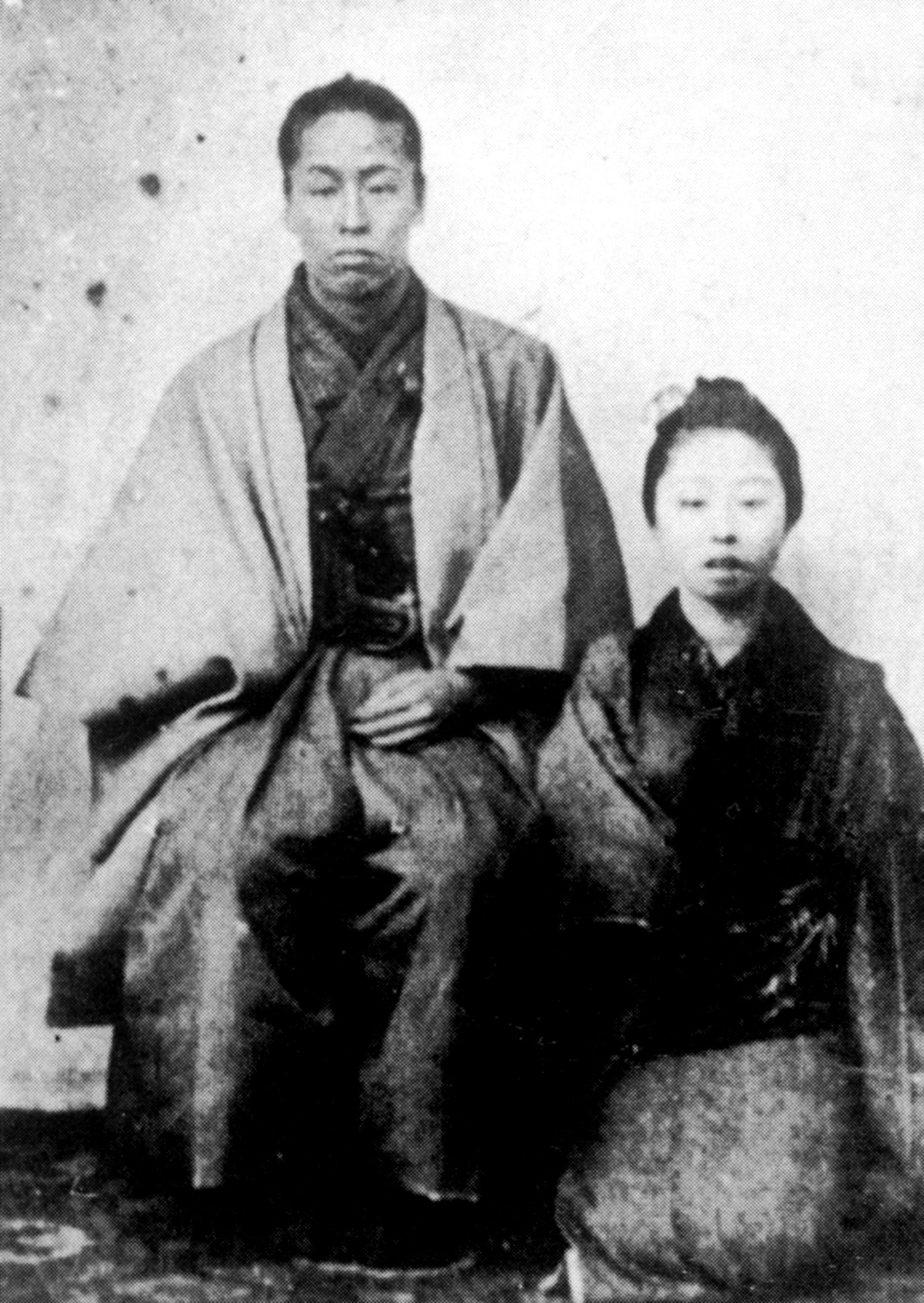
中村半次郎時代の写真。隣の女性は京都四条「村田煙管店」の娘で桐野の恋人であった村田さと

文久2年（1862年）3月、島津久光に随って上京、尹宮（朝彦親王）附きの守衛となった。直後の寺田屋騒動には知り合いが多くかかわっていたが、直接関係しなかった。しかし、鎮撫使となって郷中仲間を斬った奈良原繁とは、以降、距離をとった。この年から翌年の薩英戦争ころまでは、寺田屋騒動にかかわりながら謹慎ですんだ三島通庸と行動をともにすることが多かったらしい。
やがて諸国の志士たちと広く交際し、討幕を唱えるようになり、同時に家老・小松清廉（帯刀）から特に愛されて引き立てられ、西郷隆盛など藩の重臣からも重用されるようになった。他藩士や浪人との交際については、守衛となった尹宮家の家臣で、安政の大獄に連座し、討幕派に徹していた伊丹蔵人の影響も考えられる。
元治元年（1864年）4月16日、土佐の山本頼蔵の『洛陽日記』に「当日石清（中岡慎太郎の変名、石川清之助の略）、薩ノ肝付十郎、中村半二郎ニ逢テ問答ノヨシ。此両人ハ随分正義ノ趣ナリ」とある。
池田屋事件直後の6月14日、大久保利通宛の西郷隆盛書簡には、「中村半次郎は暴客（尊攘激派）の中へ入って、長州藩邸にも出入りしているので、長州側の事情はよくわかった」とあり、続けて「本人が長州国許へ踏み込みたいというので、小松帯刀と相談の上、脱藩したことにして探索させることにしました。本当に脱藩してしまうかもしれないが、帰ってきたら役にたつだろう」とある。しかし、5日後の西郷書簡には「中村半次郎を長州へ行かせたが、藩境でとめられ入国できなかった」とあって、当時の状況では、京都藩邸はともかく、長州本国へ薩摩藩士が入国することは不可能だったと知れる。このころから、長州寄りの考えを持ち、薩摩と長州の和解を策して動こうとしていたらしいことがうかがえるが、結局長州は暴発し、禁門の変となった。禁門の変においては、一薩摩藩兵として長州勢と戦わざるをえなかったようであるが、積極的に戦っていたという話と、極力戦闘を避けて長州人を助けたというような話と、正反対の証言が残っている。
この年の11月26日、小松清廉の大久保利通宛書簡に、「中村半次郎が兵庫入塾を願っているのでかなえてやってくれないか」と記されている。つまり神戸海軍操練所に学びたいと希望していたことになるが、翌年には閉鎖となるので、実際に学ぶことができたかどうかは不明である。
また同年天狗党の乱に際して偵察に赴いたことも、12月7日付小松清廉の大久保利通宛書簡に見える。これは、半次郎が小松清廉に嘆願して実現したことだったという。『会津藩庁記録』には「薩州中村半十郎と申す者、かの濃州金原辺に天狗党の居り候頃、武田と藤田小四郎に面会致し談判候よし」とあり、天狗党の首領である武田耕雲斎と藤田小四郎に面会したとされる。
慶応2年（1866年）2月、長府藩士・三吉慎蔵は、寺田屋騒動後、薩摩藩邸で静養する坂本龍馬を毎日のように見舞った主要薩摩藩士の一人として、半次郎の名を挙げている。同年4月、京都の薩摩藩邸を訪れた河田小龍は、近藤長次郎が死去した事情を、半次郎から聞いた。
慶応3年（1867年）3月には伊集院金次郎とともに太宰府の三条実美ら五卿のもとを訪れ、長州藩士・木戸孝允や中岡慎太郎などと親交をあたためた。5月には木戸に頼まれて、馬関から山縣狂介・鳥尾小弥太を京都の薩摩屋敷まで伴った。同年9月3日、薩摩藩で陸軍教練をしていた公武合体派の軍学者・赤松小三郎を、幕府の密偵として白昼暗殺した。現在、小説の題名から「人斬り半次郎」と言われることがあるが、実際に記録がある暗殺はこの1件だけである。また、同年11月に坂本龍馬が暗殺された際には、犯人捜しや海援隊・陸援隊との連絡などに奔走し、葬儀の直後、龍馬の甥の高松太郎や坂本清次郎といっしょに墓参りをしている。
御陵衛士となっていた高台寺党の伊東甲子太郎らが新選組により殺害された際（油小路事件）には、逃げてきた残りの隊士を薩摩藩邸に匿っている。
勝海舟は『解難録』の慶応3年探訪密告において、慶応3年、京都で政局を動かしていた薩摩人8人の1人として、西郷、大久保、小松などと肩を並べて半次郎の名を挙げている。ただし、大事を決しているのは、西郷、大久保と長州の木戸の3人で、半次郎たちは、これに賛同して助力しているにすぎないとしている。
幕末京都時代に最も親しかったのは、伏見で戦死した伊集院金次郎、上野で戦死した肝付十郎、そして永山弥一郎だったが、異色の友人として大政奉還建白書に手を入れた中井弘（桜洲）がいる。

### 戊辰戦争・大総督府軍監
戊辰戦争（明治元年、1868年）では、城下一番小隊に属して伏見の戦いで御香宮に戦い、功をもって小隊の小頭見習いを務めた。東征大総督府下参謀・西郷隆盛が東海道先鋒隊を率いて先発東上した際、城下一番小隊隊長に抜擢されて駿府・小田原を占領した。2月27日、西郷は中村を小田原まで来た輪王寺宮公現法親王のもとに派遣し、西上の事由を尋問して随従してきた諸藩兵を撤退させた。のち、静岡での西郷と山岡鉄舟の会談に立ち会ったとされる。次いで江戸にのぼり、西郷と勝海舟との会談に同席したといわれ、上野の彰義隊との戦いにも西郷指揮のもと黒門口攻撃に参戦した。この戦いののち、河野四郎左衛門を伴っての湯屋からの帰りに神田三河町で一刀流の剣客・鈴木隼人ら3人の刺客に襲われ、1人を斬り撃退したが、左手中指と薬指を失った。この傷は悪化したようで、半次郎は横浜軍陣病院で療養し、7月23日には、薩摩の国学者で歌人・八田知紀の見舞いを受けている。
同年8月21日、大総督府直属の軍監に任じられ、鹿児島・宇都宮の2藩兵を率いて藤原口（日光口）に派遣された。9月1日に大内に到着し、会津若松攻略のための軍議を主催し、栃原進撃を部署した。翌日から4日にかけての関山の戦い、9月5日から8日までの若松南部の戦いを経て若松城近郊へ進出。9月10日、伊地知正治・板垣退助・山縣有朋らと軍議し、攻城の分担区域を定める。この際、指揮下の藤原口部隊は城の南西部が割り当てられたが、実際に部隊が攻城戦に参戦したのは9月14日であった。
9月22日、会津藩降伏後の開城の式では、官軍を代表して城の受け取り役を務めた。イギリス公使館の通訳官だったアーネスト・サトウは、外国事務総督・東久世通禧および神奈川県知事・寺島宗則が各国公使と会見した席で、会津若松開城の知らせを受けたが、同時に「城の受け取りに行った中村半次郎は男泣きに泣いた」と聞いたことを書き残している。このとき半次郎本人が「涙を禁じ得なかった」と語っていたといい、また半次郎が城中の会津藩士に親身になって接してくれたことを謝し、後に松平容保は人を介して宝刀を贈ったという。容保から半次郎に贈られた宝刀とは、金銀造りの大小で、昭和初期、尚古集成館にあったともいわれている。

### 明治新政府・陸軍少将
明治2年（1869年）、鹿児島常備隊がつくられたとき、第一大隊の隊長となった。同年6月2日、前年の軍功により賞典禄200石を賜る。同年、6月17日版籍奉還の日の日付で、鹿児島から東京の大久保利通、吉井友実宛に、「忠義公のご意向は、県知事になるのは辞退して大山綱良に任せたい、ということで、藩主（藩知事）をそのまま県知事にするという中央の方針に反するむつかしい事態に、鹿児島ではなっている」という報告を書くなど、この時期、鹿児島と中央をつなぐ重要なパイプ役になっていた。
明治4年（1871年）、廃藩置県に備えて西郷隆盛が兵を率いて上京したとき、大隊を率いて随い、御親兵に編入された。
同年7月20日、兵部省出仕となり、28日、陸軍少将に任じられ、同時に従五位に叙せられた。同じく7月、利秋は函館に視察を命ぜられた。帰ってきてからは札幌に鎮台を設置する必要を上申した。これがのちの屯田兵設置の嚆矢となった。
明治5年（1872年）3月、鎮西鎮台（熊本鎮台）の司令長官に任命され、熊本に赴任した。
同年7月、前年に起こった宮古島島民遭難事件の結果、宮古島島民多数が台湾で虐殺されたとの報告が鹿児島に届き、鎮西鎮台鹿児島分営の樺山資紀少佐は、司令長官の利秋に報告するため、25日に鹿児島を出発して熊本に至ったが、あいにく利秋は広島分営に出張中だったため、単身上京し、この件について樺山が利秋と直接話したのは、11月になって利秋が上京したときだった。
同じく7月の廃藩置県の後、9月になって、これまで李氏朝鮮との外交を担当していて、鎮西鎮台管轄下にあった厳原県が、伊万里県に吸収されて消滅し、対朝鮮外交を外務省が担当するに伴い、草梁倭館接収の必要が生じた。利秋は、鎮西鎮台司令官として軍艦春日丸で倭館へ向かう外務大丞・花房義質につけて、鎮西鎮台対馬分営駐屯兵を送り出した。このとき春日丸には、花房に同行する陸軍中佐・北村重頼、同少佐・河村洋與、加えて偵察のため、陸軍大尉で利秋の従兄弟・別府晋介、後に評論新聞を創刊する利秋の友人・海老原穆（愛知県7等出仕、陸軍大尉兼陸軍大錄）が乗り組み、倭館に滞在した。
同年11月に徴兵令が発布されたときには、鎮西鎮台での経験から、批判的であったと言われる。
明治6年（1873年）4月、陸軍裁判所所長を兼任し、6月25日、正五位に叙せられた。同年10月、明治六年政変（俗にいう征韓論争）で西郷が下野するや、辞表を提出して帰郷した。

### 西南戦争

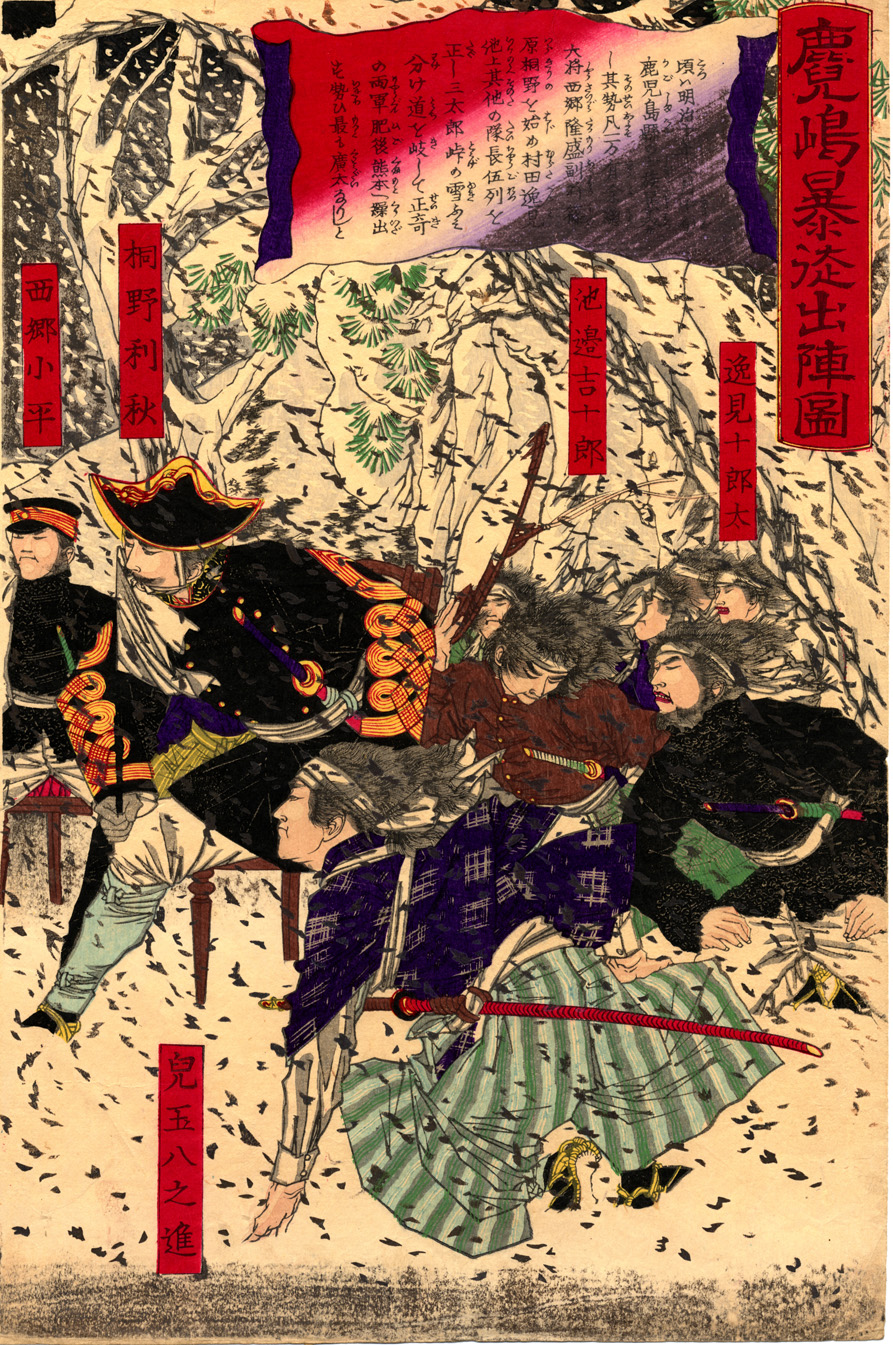
鹿児島暴徒出陣図　月岡芳年画

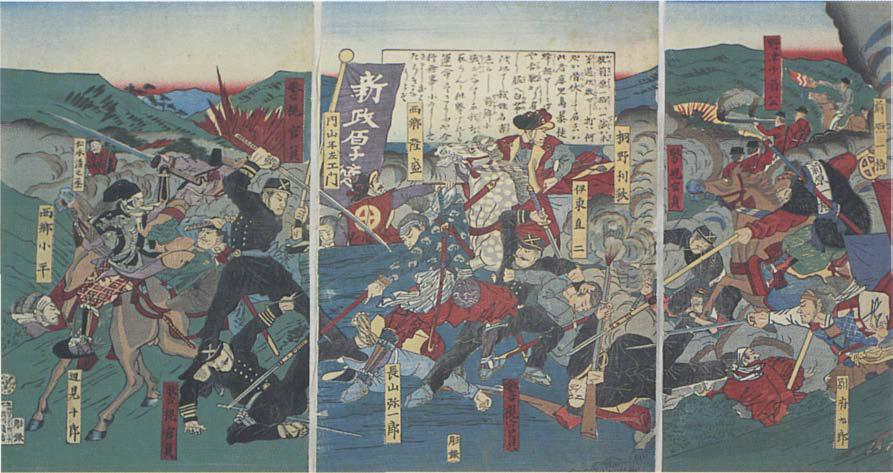
官軍と西郷軍の激突を描いた浮世絵。桐野利秋の名前が中央付近に見える。

明治6年11月、鹿児島へ帰った桐野は、鹿児島郡吉田郷本城村字宇都谷（現在の鹿児島市本城町）にある久部山の原野を開墾して日を過ごした。明治7年（1874年）、辞職軍人有志の発議で鹿児島の青少年の教養のために私学校がつくられたとき、篠原国幹が銃隊学校、村田新八が砲隊学校・賞典学校（幼年学校）を監督し、桐野は翌年つくられた吉野開墾社を指導して、率先して開墾事業に励んだ。同年の台湾出兵ののち石川県士族・石川九郎・中村俊次郎が桐野を訪ね、明治六年政変および台湾出兵の内情について質問したときの応答「桐陰仙譚」が新聞『日本』及び『西南記伝』上巻に残っている。
明治10年（1877年）2月6日、火薬庫襲撃事件・中原尚雄の西郷刺殺計画を聞いて開かれた私学校本校での大評議は、桐野主導で議論され、大軍を率いて北上することに決した。出兵のために池上四郎が募兵、篠原国幹が部隊編制、村田新八が兵器の調達整理、永山弥一郎が新兵教練、桐野は各種軍備品の収集調達を担当した。2月13日、大隊編制が行われ、一番大隊指揮長に篠原国幹、二番大隊指揮長に村田新八、三番大隊指揮長に永山弥一郎、五番大隊指揮長に池上四郎、六番・七番大隊連合指揮長に別府晋介が選任され、桐野は四番大隊指揮長となり、総司令を兼ねた。
2月20日、先発した別府晋介の部隊が川尻に着し、熊本鎮台偵察隊と衝突し、西南戦争（西南の役）の実戦が開始された。22日、相次いで到着した薩軍の大隊は熊本鎮台を包囲攻撃した。桐野は池上とともに正面軍を指揮したが、熊本城は堅城ですぐには陥ちなかった。本営軍議で桐野・篠原らが主張する全軍攻城論と池上四郎・野村忍介・西郷小兵衛らが主張する種々の分進論が折り合わず、軍議が長引いている間に、政府軍の第一旅団（野津鎮雄）・第二旅団（三好重臣）の南下が始まった。これに対処するために、熊本城攻囲を池上にまかせ、永山に海岸線を抑えさせ、篠原（六箇小隊）が田原に、村田・別府（五箇小隊）が木留に進出し、桐野は自ら三箇小隊を率いて山鹿に向かい、政府軍を挟撃して高瀬を占領しようとしたが、互いに勝敗あって戦線が膠着した。
3月20日の田原坂の戦い、4月8日の安政橋口の戦いで敗れ、4月14日、薩軍（党薩各派を含む）が熊本城の囲みを解いて木山に退却したとき、桐野は殿となり二本木で退却軍を指揮した。4月21日、薩軍は矢部浜町に退却し、西郷・桐野・村田・池上らが軍議して薩隅日の三州盤踞をなし、機を見て攻勢に転ずると方針を定めた。4月27日、人吉まで退却した西郷らに続き、桐野は江代まで退却し、再びここで軍議して諸方面の部署を定め、新たに編制した中隊を各地に派遣した。以後しばらく桐野は人吉本営で指揮していたが、戦況が不利と見て、軍を立て直すべく宮崎に赴き、5月28日、宮崎支庁を軍務所と改称して根拠地とした。人吉陥落が間近に迫ったので、池上に護衛された西郷をここに迎え、本営とした。ここでは桐野の命で軍票（西郷札）がつくられ、逼迫した軍の財政の立て直しが試みられた。
6月、桐野は宮崎本営で諸軍を指揮した。7月24日に村田指揮部隊が都城で大敗し、7月25日に始まった宮崎の戦いが31日に敗れると、桐野は西郷を追って高鍋に赴いた。8月1日、桐野は佐土原で敗れ、政府軍に宮崎を占領された。8月2日には高鍋で敗れた。8月3日、桐野は平岩、村田は富高新町、池上は延岡にあって諸軍を指揮したが、美々津の戦で敗れた。8月13日、14日、桐野・村田・池上らは長井村から来て延岡進撃を部署し、本道で指揮したが、延岡の戦いで別働第二旅団・第三旅団・第四旅団・新撰旅団・第一旅団に敗北し、延岡を総退却して和田峠に依った。
8月15日、和田峠を中心に布陣し、政府軍と西南の役最後の大戦を試みた。早朝、西郷隆盛自ら桐野・村田・池上・別府らを随えて和田峠頂上で指揮したが、大敗して延岡の回復はならず、長井村へ退いた。これを追って政府軍は長井包囲網をつくった。8月17日夜12時頃、西郷に従い、可愛岳（えのたけ）を突囲した。突囲軍は精鋭300～500名で、前軍は河野主一郎・辺見十郎太、中軍は桐野・村田新八、後軍は中島健彦・貴島清が率い、池上と別府が約60名を率いて西郷を警護した。この後、宮崎・鹿児島の山岳部を踏破すること10余日、三田井を経て鹿児島へ帰った。

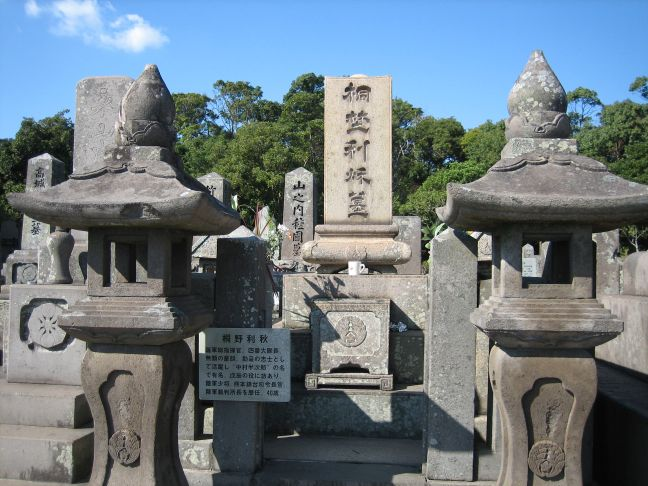
南洲墓地 桐野の墓石

9月1日、突囲した薩軍が鹿児島に入り、城山を占拠した。一時、薩軍は鹿児島城下の大半を制したが、上陸展開した政府軍が9月3日に城下の大半を制し、9月6日には城山包囲態勢を完成させた。9月19日、桐野に内緒で山野田一輔・河野主一郎が西郷救命の軍使となって参軍川村純義のもとに出向いたとき、桐野は激怒したと伝えられる。 9月24日、政府軍が城山を総攻撃したとき、西郷隆盛・桐野・桂久武・村田新八・池上四郎・別府晋介・辺見十郎太ら40余名は洞前に整列し、岩崎口に進撃した。途中で西郷が被弾し、島津応吉久能邸門前にて別府の介錯で自決すると、跪いて西郷の自決を見届けた桐野らはさらに進撃し、岩崎口の一塁に籠もって交戦するも、味方は相次いで銃弾に斃れ、または刺し違え、或は自刃した。桐野は塁に籠もって勇戦したが、額を撃ち抜かれて戦死した。享年40（満38歳没）。
桐野は挙兵直後の明治10年（1877年）2月25日に「行在所達第四号」で官位を褫奪（ちだつ）され、死後、賊軍の将として遇されたが、大正5年（1916年）に正五位を追贈されて名誉回復した。

## 人物

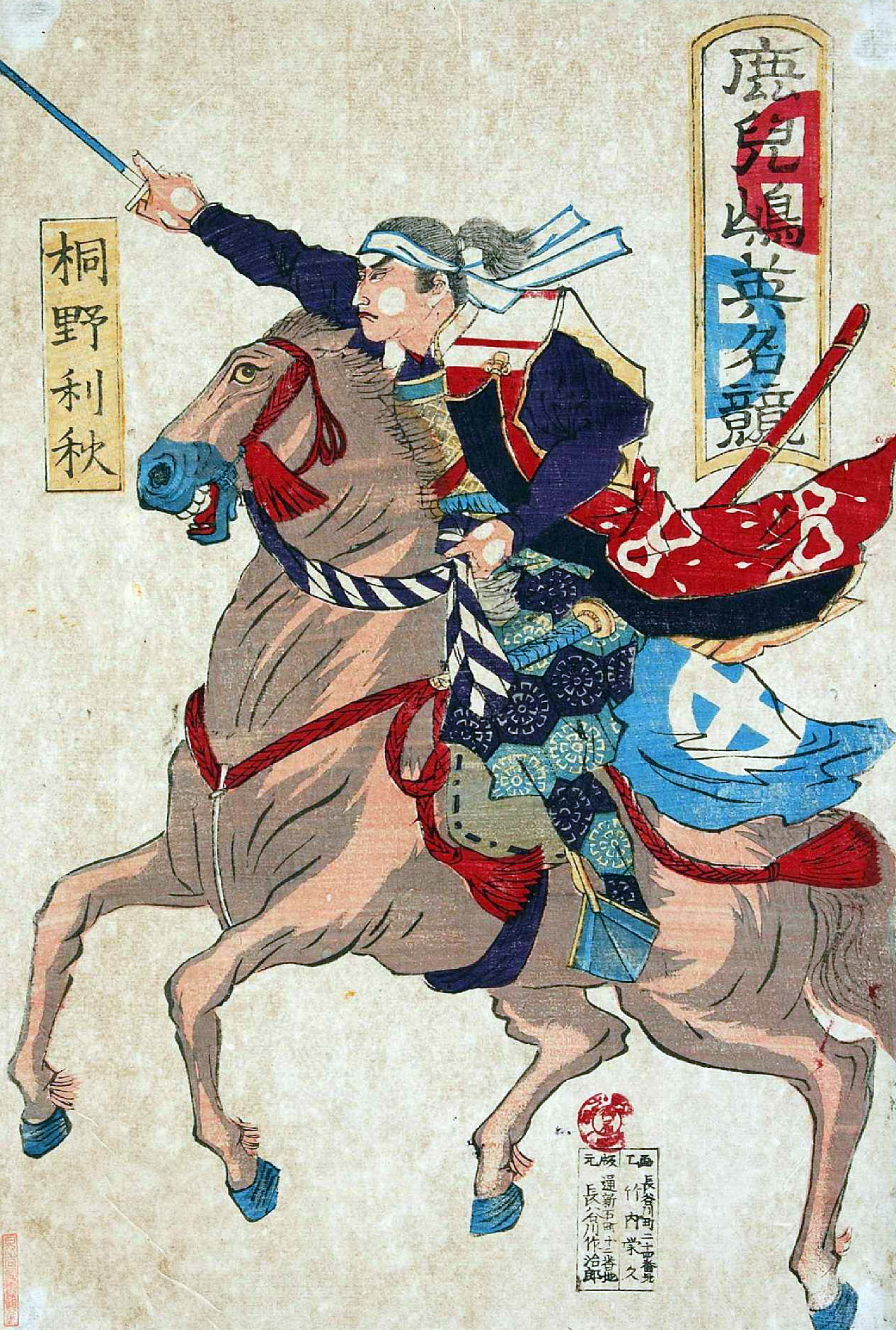
「鹿児島英名競：桐野利秋」

- 『西南記伝』四番大隊将士伝に桐野利秋を評して「利秋、天資英邁（えいまい）、気宇宏闊（こうかつ）、其人を待つや、憶を開き、胆を露はし、毫も畛域（しんいき）を設けず、然れども志気一発、眉を揚げ気を吐くに当たりては、その概、猛将勇卒と雖ども仰ぎ視ること能はざるものありしと云ふ」という。

- 桐野は、慶応3年（1867年）の在京中のことを記した『京在日記』（日記は桐野の妹の子孫・伊東家に伝えられていたが、『京在日記』の命名が本人によるものかどうかは不明）を残している。今これを見ると、達筆とは言えないが、雄勁な筆運びで、勇武な気性がよくあらわれている。他に複数の自筆書簡も現存している。桐野は禄5石という貧窮の家で育ったが故に農民同様の生活を送り、系統的な学問をせず、剣術も小示現流の伊集院鴨居門下[29] あるいは薬丸自顕流の薬丸兼義（江夏仲左衛門とも）門下[注釈 5] というが、多くは独力で修得し、達人の域に至った。無学文盲というのは誤りである。日記中の記述を見る限り、読み書きに充分な教養があったことは確かである（読み書きは主に外祖父・別府四郎兵衛から教わった）。ただ当時の武士の教養であった漢文への造詣が深くはなく、自ら謙遜して文盲と唱えていた。西郷の評語が「学問あらしめば」ではなく、「学問の造詣あらしめば」となっていることを吟味すべきであろう（この場合の学問は四書五経を意味している）。

- 西南戦争60年会編『西南役側面史』（1939）に記載する桐野の屍体検査書に「衣服　績縞上着縮緬襦袢。創所　左大腿内面筋骨銃創、右脛骨刀創、左中指旧切痕、下腹部より腰部貫通銃創、前頭より顳顬部貫通銃創、左前頭より傾頂部に刀創、左中指端傷」と記され、更に「陰嚢肥腫」とあるので、桐野は西郷と同じくフィラリアを病んでいたと考えられる。

## 評価
- 西郷隆盛 「彼をして学問の造詣あらしめば到底吾人の及ぶ所に非ず」

- 勝海舟 「桐野とか、村田とかいふのは、なかなか俊才であった」[30]

- 大隈重信 「大西郷に次いでの薩摩の驍将桐野利秋。彼は頗る才幹の男であった、是が矢張り派手であった。身体も大きくて立派なら、容貌態度共に優れた男であったが、着物を無様に着る様な真似はせず、それも汚れ目の見えぬ綺麗な物づくめであった」[31]

- 土方久元 「この人真に正論家。討幕之義を唱る事最烈なり」[32]

- 有馬藤太 「桐野はヨク女にホレられた」

- 高島鞆之助 「桐野利秋と云ふ男は、全然まるで竹を割つた様な正直な剥出しな性格ぢやつた。万事斯うした男らしい潔白で豪放ぢや。だから一度桐野と交際すると、面白くつて復た付合はずに居られん。何とも云へぬさつぱりした、快濶な男で、あゝ云ふのが本当の武人風と言うのぢゃらうな。今ぢぁ一寸あんな男らしい男は見当たらんよ」[33]

- 富田通信
  - 「真に功に驕らす謙遜なる人」[34]
  - 「同人ハ至て勇猛にして敵ならば鬼をも挫しく勢いありて、又至て愛情深き人でありました」[34]

- 大迫尚敏 「桐野は学問はなかつたが、殆んど戦術の天才で、大断勇決の飛将軍」[33]

- 中井弘
  - 「世人は動ややもすれば、桐野を目して、篠原と一対いっしょに西郷の股肱のやうに思ふのは、大間違いだ。桐野は、西郷の乾分でもなければ、西郷は桐野の親分でもない。桐野は、只一個の棟梁株なのだ」
  - 「彼はよくいわれるような粗暴な男ではなかった。藩外の脱藩者ともつきあって、世情に通じ、兵隊連中の中では珍しいほどの趣味人だった」[35]

- 肝付兼行 「実に磊落な、淡泊な性質の人で、何人に対しても、障壁を設けることをしなかった。上下・貴賤の差別なしに、誰が来ても、同じ部屋へ通して、遠慮なしに話をするのが常だった。桐野は暴れ者を御するのが得意で、他の者では、どうにもならない者も、桐野は巧みに扱って、不平を起させないようにする。その点では、誰も及ぶ者がなかったようである。桐野はよく、『おれはワシントンをやるのだから、どんな暴れ者でも、扱わなくてはならぬ』と口癖のようにいった」[36]

- 市来四郎
  - 「桐野は廉潔豪胆百折不撓の人と謂うべし。最も仁慈心あり、文識甚だ乏し、自ら文盲を唱ふ」[37]
  - 「桐野は廉潔実直勇豪仁慈の人と謂うべし。困難を甘んじ名利を顧みず、義に走る速かにして、人に遇する愛憎なく、金銭を見ること土芥の如く、貧に与え窮に恵み、酒食を好まず、奸黠狡猾なるを見ては、隠言なく面積罵詈甚だしきに至る。食言なく、一度約するときは終身忘れざるが如し。人の小疵を咎めず、内外親疎なく交一つの如し。食客多く、常に文盲不才を嘆じ、識者を重んじ、説を聞くを喜ぶ。英豪仁慈の人と云うべし」[37]
  - 「実務上頗る深謀遠慮、有識者に勝れり、世人之を武断の人と謂うと雖いえども其の深きを知らざるなり」[37]

## 逸話
- 春山育次郎が、友人の五代彌次郎から聞いた話では、五代の亡き父は桐野と同い年の友人で、日向の倉岡（現宮崎市）で、郷中の子弟に学問を教えていたが、遊びに来た桐野が生徒を前に「漢文など読んでも役に立たない。この激動の時代に、文字の奴隷になるのは大馬鹿者だ」と演説したので、生徒がいなくなってしまった。五代に恨まれた桐野は、また生徒を集めて「前日に言ったのは、必ずしも学問をやめよという意味ではない。文字の読み方やささいな解釈など、細かなことにこだわってばかりいることはよくないということだ」と説明したという[38]。
- 会津戦争での会津若松城受け取りの時、堂々とした態度で軍監としての作法を勤めた。後に「あのような作法をどこで学んだのか」と尋ねられたとき、「愛宕下の寄席の講談で、昔の城の受け取りの作法を聞き覚えた」と答えたという逸話が残っている[39]。
- 洒落者（しゃれもの）として有名であった。陸軍少将時代には金無垢の懐中時計を愛用し、軍服はフランス製のオーダーメイド・軍刀の拵えも純金張の特注品を愛用し、フランス香水を付けていた。城山で戦死した際にも遺体からは香水の香りがしていたといわれている[要出典]。
- 孫にあたる桐野富美子が、以下のような話をしている。「生前の祖父と親交があり国士として世界中を旅していた前田正名翁が帰国して訪れ、私の兄利和に、『お前は顔も気性も、利秋によく似ている』と嬉しそうにみつめ、『この子は俺に食いかけの芋をくれた。うまかったなァー』と言われたので、皆大笑いしました。この人に、父が赤い布に包んだ金太刀を桐箱から取り出して見せていた光景が、今でも私の脳裏から離れません」[40]
- 剣、特に居合には定評があり、軒先から雨粒が地面に落ちるまで三度抜刀したとか、暗殺しようとした人間が破れかぶれで襲い掛かったとき、桐野は歩きながら抜刀して斬り殺し、歩く速度もそのままに歩いて行ったなど、常軌を逸したエピソードがある。ただし正確な記録でない為、真偽は不明[要出典]。

## 関連作品
小説
- 『桐野利秋身上噺』（田中正治郎編、1880年1月　大阪　石川和助出版　和装　絵双紙　近代デジタルライブラリー所蔵）
- 『快傑桐野利秋』（凝香園、1913年3月、博多成象堂　武士道文庫）
- 『人斬り半次郎』（池波正太郎、角川書店）
- 『賊将』（池波正太郎、短編集『賊将』所収、新潮文庫）
- 『最後の武者　桐野利秋』（三好徹、短編集『さらば新撰組』所収、光文社）
- 『桐野利秋　青雲を行く』（三好徹、三一書房）
- 『薩南の鷹　人斬り半次郎異伝』（広瀬仁紀、富士見書房時代小説文庫）
- 『おれは半次郎』（南條範夫、徳間文庫）
- 『天に消えた星』（津本陽、短編集『人斬り剣奥義』所収、新潮社）
- 『半次郎の腕』（羽山信樹、短編集『幕末刺客列伝』所収、角川書店）
- 『香水』（東郷隆、短編集『銃士伝』所収、講談社文庫）
- 『九重の雲』（東郷隆、実業之日本社）
- 『翔ぶが如く』（司馬遼太郎、文藝春秋）
- 『余烈』（小栗さくら、講談社）

漫画
- 『お～い!竜馬』（作画小山ゆう、原作武田鉄矢、小学館）

映画
- 『半次郎』（2010年、ピーズ・インターナショナル）

ゲーム
- 『維新の嵐』
- 『幕末恋華・花柳剣士伝』
- 『疾風幕末演義』
- 『憂世ノ志士』
- 『剣豪3』
- 『Rise of the Ronin』（声優：田所陽向）

歌舞伎
- 坂東彦三郎 (5代目)（『当世五人男』見立て、1877年）
- 市川左團次 (初代)（河竹黙阿弥『西南雲晴朝東風』、1878年）
- 中村橋之助 (3代目)（池田大伍『西郷と豚姫』、2003年）

新国劇
- 辰巳柳太郎 （池波正太郎『賊将～桐野利秋～』、1959年）

舞台
- 渡辺大輔 （脚本・演出わかぎゑふ『京の螢火』明治座、2017年11月）
- 松田凌 （脚本・演出西田大輔『瞑るおおかみ黒き鴨』天王洲銀河劇場、森ノ宮ピロティホール、北九州芸術劇場、2016年9月）

宝塚歌劇
- すがた香／安城志紀（『猛き黄金の国 -士魂商才!岩崎彌太郎の青春-』宝塚劇場、東京宝塚劇場、2001年）
- 北翔海莉 （星組『桜華に舞え』-SAMURAI The FINAL-、2016年）

映画
- 市川百々之助（長尾史録監督『桐野利秋』アシヤ映画、大正14年）
- 外波山文明（黒木和雄監督『竜馬暗殺』ATG、1974年）
- 緒形拳（三隅研次監督『狼よ落日を斬れ 風雲篇・激情篇・怒涛篇』松竹、1974年）
- 伊藤敏八（薬師寺光幸監督『幕末純情伝』角川映画、1991年）
- 金澤眞（ジョイ・イシイ監督『オトコタチノ狂』石井組制作、2003年）
- 榎木孝明（五十嵐匠監督『半次郎』、2010年9月）[41]

TVドラマ
- 浅香春彦 （TBS『新選組始末記』、1961年 - 1962年）
- 若山富三郎 （東京12チャンネル『風雲児半次郎』、1964年）
- 高木均 （NET-現・テレビ朝日）『新選組血風録』、1965年）
- 米倉斉加年（NHK大河ドラマ『三姉妹』、1967年）
- 橋本功（NHK大河ドラマ『竜馬がゆく』、1968年）
- 松方弘樹 （NET-現・テレビ朝日『新・日本剣客伝 第2話 中村半次郎』、1969年）
- 清水綋治（NHK大河ドラマ『勝海舟』、1974年）
- 速水亮（NHK大河ドラマ『花神』、1977年）
- 宮口二郎（テレビ東京12時間超ワイドドラマ『竜馬がゆく』、1982年）
- 松方弘樹（フジテレビ『大奥』、1983年）
- 勝野洋（日本テレビ年末時代劇スペシャル『田原坂』、1987年）
- 杉本哲太（NHK大河ドラマ『翔ぶが如く』、1990年）
- 潮哲也（日本テレビ年末時代劇スペシャル『勝海舟』、1990年）
- 原田大二郎 (テレビ朝日木曜時代劇 『新選組血風録 』、1998年)
- 木下ほうか（フジテレビ・火曜時代劇『大奥』、2003年）
- 三上市朗（NHK大河ドラマ、『八重の桜』、2013年）
- 大野拓朗 (少年期：中村瑠輝人)（NHK大河ドラマ『西郷どん』、2018年）
- 奥野瑛太（NHK正月時代劇『幕末相棒伝』、2022年）